# Raïon de Tchebarkoul
Le raïon de Tchebarkoul (en russe : Чебаркульский район, Tchiebarkouliski raïon) est une subdivision administrative de l'oblast de Tcheliabinsk, en Russie. Son centre administratif est la ville de Tchebarkoul.

## Économie
L'économie est fondée à la fois sur l'agriculture et l’extraction minière. Le raïon produit des céréales (blé, seigle, pois, sarrasin, millet, maïs, tournesol, graminées et cultures fourragères) et fait de l'élevage (bovin, porc et volaille). L'industrie minière exploite des gisements de marbre, de quartzite, de talc, de mica, de kaolin, d'argile, et de pierres précieuses (jade, jaspe, agate). De l'or est également extrait.

## Administration
| № | Municipalité                 | Centre         | Nombre de villages | Population (2002) |
| - | ---------------------------- | -------------- | ------------------ | ----------------- |
| 1 | Municipalité de Bichkili     | Bichkili       | 6                  | 3061              |
| 2 | Municipalité de Varlamovo    | Varlamovo      | 5                  | 3978              |
| 3 | Municipalité de Koundravy    | Koundravy      | 10                 | 5033              |
| 4 | Municipalité de Niepriakhino | Niepriakhino   | 6                  | 985               |
| 5 | Municipalité de Sarafanovo   | Sarafanovo     | 5                  | 2000              |
| 6 | Municipalité de              | Timiriazievski | 6                  | 4532              |
| 7 | Municipalité de Travinki     | Travinki       | 9                  | 5403              |
| 8 | Municipalité de Filimonovo   | Filimonovo     | 5                  | 2792              |
| 9 | Municipalité de Chakhamatovo | Chakhamatovo   | 4                  | 1439              |